# Mount Edziza Provincial Park
Der Mount Edziza Provincial Park (auch Mount Edziza Park) ist ein 266.180 ha großer Provincial Park in der kanadischen Provinz British Columbia. Der Park liegt im Regional District of Kitimat-Stikine, etwa 55 km südlich von Dease Lake. Die Siedlung Telegraph Creek liegt am nördlichen Parkrand.
Der Park ist einer der 10 größten der Provincial Parks in British Columbia und bildet zusammen mit dem  Stikine River Provincial Park, den Spatsizi Plateau Wilderness Provincial Park, und dem Tatlatui Provincial Park sowie weiteren Protected Areas und Ecological Reserve ein Schutzgebiet von erheblicher Größe, das Stikine Country Protected Area.
Der Park kann grundsätzlich als sogenannter Back Country Park bezeichnet werden, da er durch öffentliche Straßen unerschlossen ist.

## Anlage
Der Park liegt im zentralen östlichen Bereich der Boundary Ranges, einige Kilometer westlich des Highways 37 und zieht sich vom Stikine River aus nach Süden. Das Zentrum des Parks bildet der Mount Edziza, ein 2793 m hoher Vulkan.
Bei dem Park handelt es sich um ein Schutzgebiet der Kategorie Ib (Wildnisgebiet).

## Geschichte
Der Provincial Park wurde am 27. Februar 1972 eingerichtet. Bei seiner Gründung hatte er eine Fläche von etwa 326.000 Acres, was ungefähr 1.319 km² entsprach. Mit verschiedenen Gesetzen wurde sowohl der Schutzstatus als auch die Größe geändert und der Park auf seine heutige Größe von 266.180 ha erweitert.
Vor der Einrichtung eines Schutzgebietes war die Gegend Jagd- und Siedlungsgebiet der First Nation vom Volk der Tahltan.

## Flora und Fauna
Das Ökosystem von British Columbia wird in verschiedene biogeoklimatischen Zonen eingeteilt. Biogeoklimatische Zonen zeichnen sich durch ein grundsätzlich identisches oder sehr ähnliches Klima sowie gleiche oder sehr ähnliche biologische und geologische Voraussetzungen aus. Daraus resultiert in den jeweiligen Zonen dann auch ein sehr ähnlicher Bestand an Pflanzen und Tieren. Der Park wird hauptsächlich der Alpine Tundra Zone, der Engelmann Spruce-Subalpine Fir Zone, der Spruce-Willow-Birch Zone sowie der Boreal White and Black Spruce Zone zugeordnet. Im nördlichen Parkteil zieht sich die Boreal White and Black Spruce Zone am Stikine River sowie den Nebenflüssen entlang, während die Spruce-Willow-Birch Zone diese dann umschließt. Um den Mount Edziza und im weiteren südlichen Parkteil findet sich die Alpine Tundra Zone, welche dann von der Engelmann Spruce-Subalpine Fir Zone umschlossen wird.

## Aktivitäten
Da es sich bei dem Park um einen Back Country Park handelt, gibt es im Park auch keine ausgebaute touristische Infrastruktur. Am Buckley Lake und am Mowdade Lake finden sich vorbereitete Flächen zum Zelten. Das „wilde“ Zelten und Feuer machen ist, mit Einschränkungen und Auflagen, erlaubt.